# 梅诺·菲格罗亚
梅诺·菲格罗亚（西班牙語：Maynor Figueroa，1983年5月2日—），出生于洪都拉斯胡蒂亚帕，前洪都拉斯足球运动员，曾效力英超球队威根、赫尔城，曾是洪都拉斯国家队成员。其兒子Keyrol效力利物浦。

## 俱乐部生涯
菲格罗亚在洪都拉斯联赛球队CD维多利亚开始职业足球生涯，2003年转会至CD奧林比亞。在奥林匹亚效力期间，他的表现受到美国和墨西哥联赛球队的注意，但奥林匹亚俱乐部老板拒绝将其出售。
2008年1月，菲格罗亚租借到英超球队威根，并在2007-08赛季英超比赛中出场两次。2008年7月，威根将菲格罗亚的租借合同延长半年并在合同结束后可以行使优先购买权。菲格罗亚在新赛季的表现出色，促使威根在12月23日和他正式签订三年半的合同。2009年1月11日，他打进自己在英超赛场的第一个进球，帮助威根1比0击败托特纳姆热刺。菲格罗亚在2008-09赛季出场38次，没有错过任何一场比赛。
2009年12月12日，他在客场2比2逼平斯托克城的比赛中利用距离球门61码的任意球直接破门得分。
2010年1月29日，菲格罗亚與韋根簽署一份新合約留隊至2012年夏季。
2013年6月17日，菲格罗亚以免轉會費形式加盟剛升上英超的赫尔城並簽約兩年。

## 国家队生涯
菲格罗亚在2003年第一次入选洪都拉斯国家队，并在中北美及加勒比金杯赛对阵巴拿马的比赛中上演处子秀。直到退役前]，菲格罗亚一直是洪都拉斯队左后卫的绝对主力。

## 荣誉
- CD奧林比亞
  - 洪都拉斯联赛冠军：2002-03秋季, 2003-04春季, 2004-05春季, 2005-06秋季, 2005-06春季

## 外部連結
- 足球数据库：Maynor Figueroa的球员统计数据
- 梅诺·菲格罗亚在National-Football-Teams.com的資料
- Official website